# 清閑寺健
清閑寺 健（せいかんじ けん、1894年10月14日 - 1965年3月16日）は、日本の伝記作家。

## 生涯
埼玉県生まれ。本名・野口武雄。第二高等学校独法科中退。戦前は軍事ものを、戦後は偉人伝を書いた。
名家である清閑寺家との関連は不明。

## 著書
- 無敵双葉山 実業之日本社 1938
- 海の若鷲 大道書房 1941
- 提督とその母 金星堂 1942
- 軍神を生んだ母 興亜日本社 1942
- 軍国の母 新興亜社 1942
- 荒鷲と母 新興亜社 1943
- 江田島 小学館 1943
- 山本元帥伝 忠孝の鑑 フタバ書院成光館 1944
- 若き海兵団 興亜日本社 1944
- 転落の処女 夜の女の告白 民生本社 1947
- キリスト 人類の救世主 偕成社 1951 (偉人物語文庫)
- キュリー夫人 愛と科学の母 偕成社 1951 (偉人物語文庫)
- 母の山脈 大日本雄弁会講談社 1952
- ミレー 愛の画聖 偕成社 1954 (偉人物語文庫)
- 恋愛ロマンス五十年史 朋文社 1955 (プラタン叢書)
- 灯台は生きている 灯台見学 同和春秋社 1958 (絵で読む文庫)
- 湯川秀樹 偕成社 1958 (児童伝記全集)

## 参考
- 文藝年鑑1955、1965